# 29. září
29. září je 272. den roku podle gregoriánského kalendáře (273. v přestupném roce). Do konce roku zbývá 93 dní. Svátek má Michal.

## Události

### Česko
- 1363 – V Praze začal kázat německý kněz Konrád Waldhauser, který kritizoval církev za četné špatnosti, jichž se dopouštěli její představitelé, a který volal po nápravě duchovního života.
- 1370 – Karel IV. oženil svého syna Václava s Johannou Bavorskou. Šlo o další císařův skvělý politický tah
- 1389 – Beneš z Kravař založil augustiniánský klášter ve Fulneku.
- 1726 – Prokop Diviš byl vysvěcen na kněze
- 1883 – Liberecké Divadlo F. X. Šaldy zahájilo činnost slavnostní premiérou Schillerovy hry Vilém Tell
- 1939 – Ve Francii byla vytvořena 1. československá pěší divize. Stala se základem nové zahraniční armády na Západě, která bojovala za svobodu vlasti.
- 1948 – Komunistická strana Československa a Komunistická strana Slovenska se sloučily v jednu stranu. Předsedou strany zůstal prezident Klement Gottwald, generálním tajemník KSČ byl Rudolf Slánský.
- 1951 – Emil Zátopek překonal na stadionu Houštka ve Staré Boleslavi dva světové rekordy – na 20 km a v hodinovce.
- 1966 – Premiéru recitálu Jiřího Šlitra Ďábel z Vinohrad v divadle Semafor režíroval Jiří Menzel.
- 1968 – V Československu byl zaveden pětidenní pracovní týden
- 1969 – Prezident Ludvík Svoboda jmenoval novou vládu, vedenou Oldřichem Černíkem. Předsednictvo České národní rady jmenovalo novou vládu České socialistické republiky v čele s Josefem Kempným.
- 1990 – Sjezd Československé strany lidové. Jejím novým předsedou byl zvolen Josef Lux.
- 1999 – Vyplaval další skandál ČSSD. Sociální demokracie používala v roce 1995 karty na benzin placené tehdy mocnou společností Chemapol.
- 2001 – V Praze vznikla nevládní nezisková ekologická organizace Arnika.
- 2005 – Televizní vysílač a hotel na Ještědu byl prohlášen národní kulturní památkou.
- 2009 – Čeští senátoři, hlavně z ODS, předložili ústavnímu soudu návrh na další přezkoumání Lisabonské smlouvy.
- 2015 – Společnost Vítkovice Steel po více než sto letech ukončila výrobu oceli v areálu Vítkovických železáren v Ostravě–Vítkovicích.

### Svět
- 0522 př. n. l. – Dareios I. při ozbrojeném převratu zabil mága a vládce Gaumátu a stal se velkokrálem perské říše.
- 0480 př. n. l. – Řecká flotila Themistokla porazila Peršany, vedené králem Xerxem I., v námořní bitvě u Salamidy. Peršané ztratili 400 lodí
- 0061 př. n. l. – Pompeius Veliký oslavil své třetí vítězství nad piráty a ukončení válek s pontským králem Mithridatem při svých 45. narozeninách
- 0885 – Benedikt III. byl zvolen 104. papežem.
- 1273 – Římským králem byl zvolen Rudolf Habsburský. Přemysl Otakar II., který sám o římskou korunu usiloval, nebyl jeho volbě jakožto jeden z kurfiřtů přítomen a odmítl jeho volbu uznat.
- 1349 – Obyvatelé rakouského města Krems obvinili Židy, že otrávili městské studny
- 1399 – Richard II. se stal prvním anglickým králem, který musel opustit trůn. Donutil ho k tomu jeho nástupce Jindřich IV. Richard II. zemřel brzo po té.
- 1493 – Kryštof Kolumbus po návratu opustil Cádiz a vydal se na druhou objevnou cestu do Nového světa
- 1513 – Výprava vedená Vascem Núñezem de Balboou překonala Panamskou šíji a jako první spatřila Tichý oceán ze strany Nového světa.
- 1711 – Juraj Jánošík převzal velení celé Uhorčíkovy bandy a složil zbojnickou přísahu. Tím začal poslední rok a půl jeho života, které ho přivedly před soud a na šibenici.
- 1829 – V londýnských ulicích se poprvé objevili policisté nově založeného Scotland Yardu
- 1848 – První velká bitva v Uhrách mezi Chorvaty a Uhry (Maďary). U vesnice Pákozd zaujali Uhři, vedení Jánosem Mógym, obranné postavení a střetli se s dvakrát silnější chorvatskou armádou. Z bitvy vyšli Uhři vítězně.
- 1863 – Bizetova opera Lovci perel (Les Pêcheurs de Perles) měla premiéru v Théâtre-Lyrique v Paříži
- 1913 – Německý vynálezce motoru Rudolf Diesel zmizel z parníku Dresden na cestě do Anglie. 10. října bylo nalezeno jeho tělo na vlnách Lamanšského průlivu.
- 1916 – Americký ropný magnát a průmyslník John D.  Rockefeller se stal prvním miliardářem na světě
- 1922 – Benito Mussolini požádal Vatikán o podporu svého programu nově založené fašistické strany
- 1934 – Soukromá premiéra symfonické suity Gustava Holsta Planety v Londýně
- 1938 – Adolf Hitler, italský diktátor Benito Mussolini, britský premiér Neville Chamberlain a francouzský předseda vlády Édouard Daladier dojednali Mnichovskou dohodu o odstoupení československého pohraničí (Sudet) Německu.
- 1942 – Francouzský národní výbor, vedený generálem de Gaullem, prohlásil že mnichovskou dohodu pokládá od začátku za neplatnou
- 1954 – Poprvé vzlétl americký stíhací letoun F-101 Voodoo.
- 1957 – Únik radioaktivity v kombinátu pro zpracování radioaktivních materiálů Majak v SSSR. Kyštymská havárie bývá označována za třetí nejrozsáhlejší radiační havárii po Černobylu a Fukušimě.
- 1959 – Přijata vlajka Bruneje.
- 1968 – Rusové ukončují přátelskou smlouvu s Titem a Jugoslávií
- 1977 – Vypuštěna kosmická stanice Saljut 6.
- 1979 – Papež Jan Pavel II. jako první papež v historii navštívil Irsko
- 1983 – Španělský tenorista Plácido Domingo debutoval v newyorské Metropolitní Opeře. Zaskakoval za Franca Corelliho v roli hraběte Mořice Saského v opeře Francesca Cilei Adriana Lecouvreur.
- 1988 – Mírové síly OSN získaly Nobelovu cenu míru
- 1995 – Americká vesmírná sonda Ulysses dokončila druhý oblet Slunce
- 1996 – 34. Tenisový Fed Cup žen vyhrály Američanky z USA, když v Atlantic City porazily Španělky 5:0
- 2000 – Muzikál A Chorus Line Marvina Hamlische překonal dosavadní rekord na Broadway s 3389 představeními

## Narození

### Česko
- 1624 – Jan Vilém Libštejnský z Kolovrat, tridentský, pražský, brněnský a olomoucký kanovník († 31. května 1668)
- 1800 – Michal Antonín Kotler, obchodník a cestovatel († 18. listopadu 1879)
- 1832 – Joachim Oppenheim, ivančický rabín a spisovatel († 27. dubna 1891)
- 1842 – Matouš Václavek, pedagog a spisovatel († 2. prosince 1908)
- 1849 – Ladislav Zavrtal, italsko-český skladatel a dirigent († 29. ledna 1942)
- 1854 – Leopold Katz, advokát a mecenáš umění († 19. ledna 1927)
- 1860 – František Hrnčíř, vlastenecký učitel a spisovatel († 12. června 1928)
- 1868 – Matthias Krepenhofer, československý novinář a politik německé národnosti († 6. června 1943)
- 1883 – Václav Matoušek, malíř, Fialový poustevník († 29. června 1948)
- 1886 – Jindřich Prucha, malíř († 1. září 1914)
- 1887 – Andula Sedláčková, herečka († 24. listopadu 1967)
- 1890 – Alois Eliáš, odbojář a předseda protektorátní vlády († 19. června 1942)
- 1908 – Richard Kozderka, hudební skladatel a violista († 20. října 1994)
- 1911
  - Bedřich Reicin, agent NKVD, politik, generál, odsouzen k smrti v procesu se Slánským († 3. prosince 1952)
  - Tomáš Vybíral, český stíhač († 21. února 1981)
- 1919 – Vladimír Vašíček, malíř († 29. srpna 2003)
- 1920 – Václav Neumann, dirigent († 2. září 1995)
- 1922 – Ladislav Hruzík, ministr lesního a vodního hospodářství České republiky († 12. dubna 1982)
- 1926 – Karel Cerman, český horolezec († 12. března 2013)
- 1928 – Martin Turnovský, český dirigent († 19. května 2021)
- 1929 – Karel Duba, kytarista, hudební skladatel a kapelník († 21. srpna 1968)
- 1933 – Josef Kadraba, československý fotbalový reprezentant († 5. srpna 2019)
- 1936
  - Jan Galandauer, český historik
  - Oldřich Uličný, český jazykovědec, bohemista a překladatel
- 1938 – Milan Togner, český historik umění († 28. listopadu 2011)
- 1940 – Richard Falbr, politik
- 1941 – Jaroslav Petřík, český scenárista a dramaturg
- 1942
  - Břetislav Ditrych, spisovatel, básník, autor literatury faktu a publicista
  - Ivan Vojnár, fotograf, kameraman a režisér
- 1947 – Heřman Chromý, český básník a politik
- 1948
  - Jiří Litochleb, český ložiskový geolog a mineralog († 26. února 2014)
  - Petr Traxler, skifflový a folkový kytarista, mandolinista, skladatel a zpěvák († 8. dubna 2014)
- 1949 – Milan Dvořák, český tlumočník a překladatel
- 1952
  - Jaroslav Ortman, advokát a politik
  - Milan Špaček, český politik a lékař
- 1963 – Jaroslav Mostecký, spisovatel († 13. prosince 2020)
- 1968 – Michal Dlouhý, herec a dabér
- 1970 – Milan Benian, sportovní lezec, vicemistr světa
- 1973
  - Jan Kareš, horolezec, fitness trenér a rekordman
  - Jiří Strach, režisér a herec
- 1976 – Jiří Hána, herec
- 1979
  - Michaela Maurerová, moderátorka a herečka
  - Martin Jágr, ragbista

### Svět

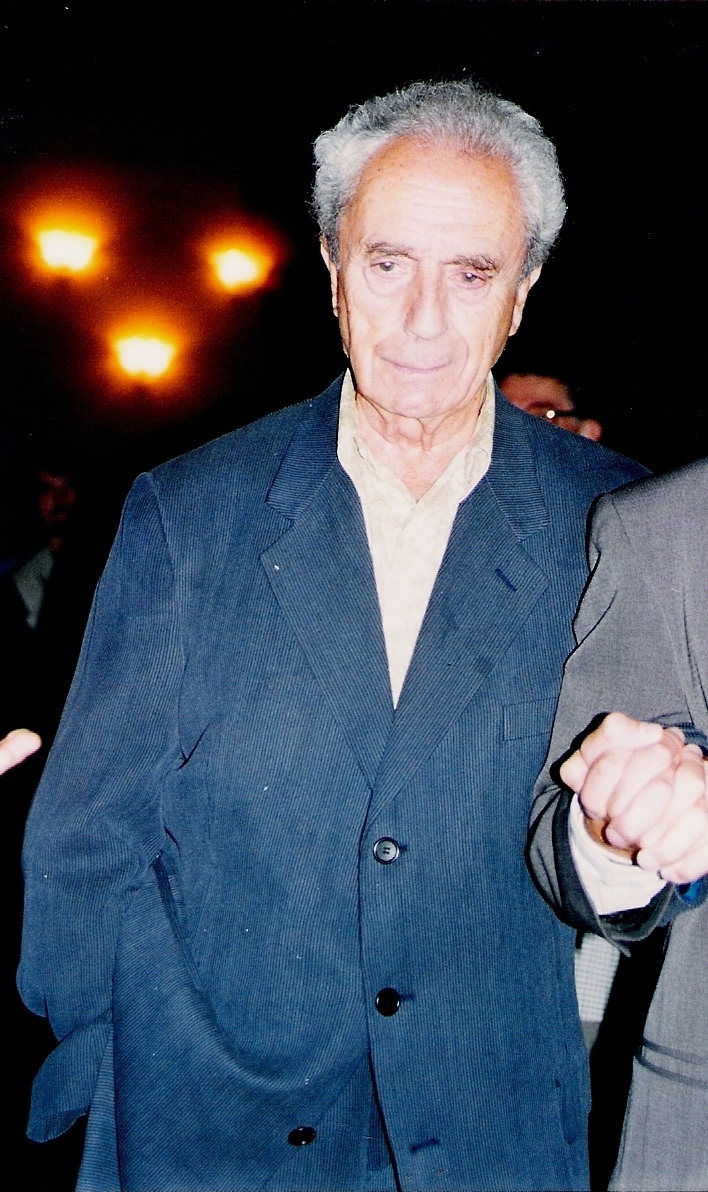
Michelangelo Antonioni (* 1912)

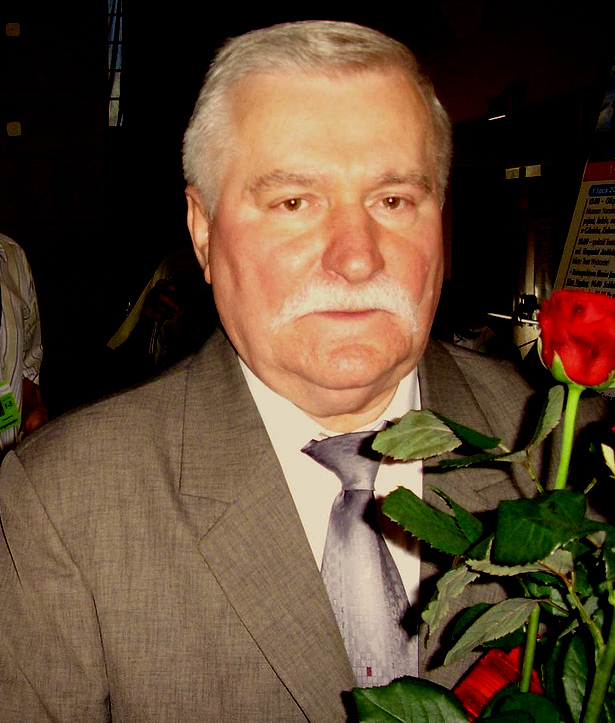
Lech Wałęsa (* 1943)

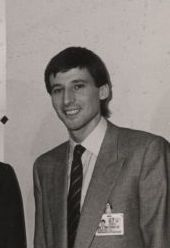
Sebastian Coe (* 1956)

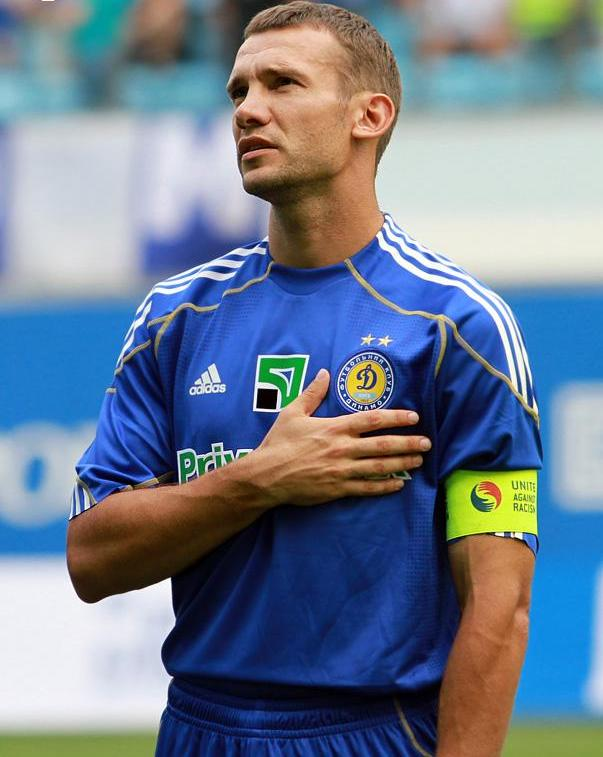
Andrij Ševčenko (* 1976)

- 106 př. n. l. – Pompeius, římský vojevůdce a politik († 48 př. n. l.)
- 1240 – Markéta Anglická, skotská královna jako manželka Alexandra III. († 26. února 1275)
- 1276 – Kryštof II., dánský král († 2. srpna 1332)
- 1296 – Jakub Aragonský, syn aragonského krále Jakuba II. († červenec 1334)
- 1305 – Jindřich II. Dolnobavorský, bavorský vévoda († 1. září 1339)
- 1328 – Jana z Kentu, matka krále Richarda II. († 7. srpna 1385)
- 1511 – Michael Servetus, španělský lékař († 27. října 1553)
- 1518 – Tintoretto, italský renesanční malíř († 31. května 1594)
- 1547 – Miguel de Cervantes y Saavedra, španělský spisovatel († 22. dubna 1616)
- 1561 – Adriaan van Roomen, vlámský matematik († 4. května 1615)
- 1571 – Caravaggio, italský barokový malíř († 18. července 1610)
- 1591 – Svatý Michael de Sanctis, španělský římskokatolický světec († 10. dubna 1625)
- 1680 – Luisa Doretea Pruská, pruská a hesensko-kasselská princezna († 23. prosince 1705)
- 1703 – François Boucher, francouzský malíř († 30. května 1770)
- 1730 – Karel Boromej Josef z Lichtenštejna, rakouský šlechtic († 21. února 1789)
- 1758 – Horatio Nelson, britský admirál († 21. října 1805)
- 1795 – Kondratij Fjodorovič Rylejev, ruský básník a povstalec († 25. července 1826)
- 1804 – Giovanni Carnovali, italský malíř († 5. července 1873)
- 1810 – Elizabeth Gaskellová, anglická spisovatelka († 12. listopadu 1865)
- 1815 – Andreas Achenbach, německý malíř († 1. dubna 1910)
- 1816 – Paul Féval starší, francouzský spisovatel († 8. března 1887)
- 1820 – Jindřich, hrabě z Chambord, francouzský princ z dynastie Bourbonů († 24. srpna 1883)
- 1822 – Peter Michal Bohúň, slovenský malíř († 20. května 1879)
- 1840 – Johann Nepomuk Gleispach, předlitavský šlechtic, právník a politik († 21. února 1906)
- 1841 – Gerard Adriaan Heineken, nizozemský obchodník a pivovarník († 18. března 1893)
- 1843 – David Payne, skotský malíř († 22. dubna 1894)
- 1853 – Thyra Dánská, dánská princezna († 26. února 1933)
- 1857 – Šehzade Yusuf Izzeddin, syn osmanského sultána Abdulazize († 1. února 1916)
- 1864 – Miguel de Unamuno, španělský spisovatel a filosof († 31. prosince 1936)
- 1866 – Mychajlo Hruševskyj, první prezident Ukrajinské národní republiky († 25. listopadu 1934)
- 1867 – Walther Rathenau, německý průmyslník, politik, spisovatel a státník († 24. června 1922)
- 1869 – Gustav Mie, německý fyzik († 13. února 1957)
- 1870 – Grigorij Geršuni, ruský revolucionář († 29. března 1908)
- 1880 – James Simon, německý skladatel († 12. října 1944)
- 1881 – Ludwig von Mises, rakouský ekonom († 10. října 1973)
- 1887 – Billy Bevan, australský komik († 26. listopadu 1957)
- 1898
  - Fjodor Isidorovič Kuzněcov, sovětský vojevůdce († 22. března 1961)
  - Trofim Lysenko, ukrajinský agronom († 20. listopadu 1976)
- 1899
  - László Bíró, maďarský vynálezce kuličkového pera († 24. listopadu 1985)
  - Robert Gilbert, německý hudební skladatel († 20. března 1978)
- 1901 – Enrico Fermi, italský fyzik, nositel Nobelovy ceny († 28. listopadu 1954)
- 1902
  - Théo Ballmer, švýcarský grafický designér († 10. prosince 1965)
  - Maxmilián z Hohenbergu, nejstarší syn následníka trůnu Františka Ferdinanda († 8. ledna 1962)
- 1904
  - Nikolaj Ostrovskij, sovětský spisovatel († 22. prosince 1936)
  - Greer Garsonová, americká herečka († 6. dubna 1996)
- 1907
  - Gene Autry, americký zpěvák, bavič a podnikatel († 2. října 1998)
  - Hans Sutermeister, švýcarský, německy píšící spisovatel († 5. května 1977)
- 1908 – Eddie Tolan, atlet USA († 30. ledna 1967)
- 1912
  - Michelangelo Antonioni, italský filmový režisér († 30. července 2007)
  - Kristián Ludvík Meklenburský, druhý syn posledního meklenburského vévody († 18. července 1996)
- 1913
  - Stanley Kramer, americký režisér († 19. února 2001)
  - Ja'akov Meridor, sionistický aktivista a izraelský politik († 30. června 1995)
  - Silvio Piola, italský fotbalista († 4. října 1996)
- 1914 – Michal Chudík, slovenský politik, diplomat a spisovatel († 24. dubna 2005)
- 1916 – Eva Frodl-Kraftová, rakouská kunsthistorička († 1. května 2011)
- 1919 – Mária Ďuríčková, slovenská spisovatelka, překladatelka, scenáristka († 15. března 2004)
- 1920 – Peter D. Mitchell, britský biochemik († 10. dubna 1992)
- 1921 – Ole Wivel, dánský básník († 30. května 2004)
- 1922 – Esther Brandová, jihoafrická olympijská vítězka ve skoku do výšky († 20. června 2015)
- 1925
  - Claude Veillot, francouzský spisovatel a scenárista († 21. dubna 2008)
  - Adhemar Ferreira da Silva, brazilský olympijský vítěz v trojskoku († 12. ledna 2001)
- 1929 – Rolf Kühn, německý klarinetista († 18. srpna 2022)
- 1930 – Billy Strange, americký zpěvák, kytarista, skladatel a herec († 22. února 2012)
- 1931
  - Anita Ekbergová, švédská herečka († 11. ledna 2015)
  - James Watson Cronin, americký jaderný fyzik, Nobelova cena za fyziku 1980 († 25. srpna 2016)
- 1932 – Robert Benton, americký filmový scenárista, režisér a producent
- 1934 – Mihaly Csikszentmihalyi, psycholog maďarského původu († 20. října 2021)
- 1935
  - Mylène Demongeotová, francouzská herečka  († 1. prosince 2022)
  - Jerry Lee Lewis, americký rokenrolový a country zpěvák, skladatel a pianista († 28. října 2022)
  - Hilel Fürstenberg, americko-izraelský matematik, Wolfova cena za matematiku
- 1936
  - Edvard Radzinskij, ruský spisovatel
  - Silvio Berlusconi, italský podnikatel a politik († 12. června 2023)
- 1937 – Marlo Morganová, americká lékařka a spisovatelka
- 1938
  - Wim Kok, nizozemský politik († 20. října 2018)
  - Michael Stürmer, německý historik
- 1939
  - Larry Linville, americký herec a komik († 10. dubna 2000)
  - Július Toček, slovenský veslař, bronz na OH 1964 († 7. října 2004)
  - Eberhard Köllner, kosmonaut NDR
- 1940 – Lorenzo Baldisseri, italský kardinál
- 1942
  - Jean-Luc Ponty, francouzský jazzový houslista a hudební skladatel
  - Yves Rénier, francouzský herec († 24. dubna 2021)
- 1943 – Lech Wałęsa, polský prezident a bojovník proti komunismu
- 1945 – Naděžda Čižovová, ruská olympijská vítězka ve vrhu koulí
- 1946
  - Jeff Wall, kanadský fotograf
  - Ian Wallace, britský rockový a jazzový bubeník († 22. února 2007)
- 1947 – Martin Ferrero, americký divadelní a filmový herec
- 1948
  - Mark Farner, americký zpěvák, kytarista a skladatel,
  - John French, americký rockový bubeník a zpěvák
  - Theo Jörgensmann, německý klarinetista a skladatel jazzové hudby
  - Mike Pinera, americký rockový kytarista a zpěvák
- 1950
  - Loretta Goggi, italská zpěvačka a herečka
  - Rolf Edberg, švédský hokejový útočník
- 1951
  - Michelle Bacheletová, chilská politička
  - Maureen Cairdová, australská sprinterka, olympijská vítězka v běhu na 80 metrů překážek
- 1952 – Monika Zehrtová, německá olympijská vítězka v běhu na 400m
- 1955 – Ann Bancroftová, první žena, která pěšky dosáhla obou pólů
- 1956
  - Sebastian Coe, britský atlet a politik
  - James Donald Halsell, americký letec, důstojník a kosmonaut
- 1958 – John Payne, britský hudebník
- 1959 – Jon Fosse, norský spisovatel
- 1961
  - Dušan Taragel, slovenský prozaik, scenárista a publicista
  - Julia Gillardová, australská politička
- 1963 – Les Claypool, americký baskytarista
- 1965 – Nikolaj Frobenius, norský spisovatel
- 1968
  - Dragan Škrbić, srbský házenkář
  - Pat Lam, samojský ragbista
- 1971 – Ferris Bueller, německý DJ a producent
- 1972 – Jörgen Jönsson, švédský hokejista
- 1973 – Ruslan Ljubarskyj, ukrajinský fotbalista
- 1976 – Andrij Ševčenko, ukrajinský fotbalista
- 1980
  - Dušan Vitázek, slovenský divadelní herec
  - Zachary Levi, americký herec
- 1981 – Branislav Obžera, slovenský fotbalista
- 1982 – Matt Giteau, australský ragbista
- 1984 – Per Mertesacker, německý fotbalista
- 1988 – Kevin Durant, americký basketbalista
- 1994 – Halsey, americká zpěvačka a skladatelka
- 1998 – Věra Lapková, běloruská tenistka
- 2000 – Amy Basergová, švýcarská biatlonistka

## Úmrtí

### Česko
- 1627 – Řehoř Rumer, rektor olomoucké univerzity (* 1569)
- 1637 – Jan Ctibor Kotva z Freifelsu, probošt litoměřické kapituly (* 1585)
- 1794 – František Antonín Nostic-Rieneck, šlechtic, vlastenec a mecenáš (* 17. května 1725)
- 1820 – Antonín Jaroslav Puchmajer, spisovatel (* 7. ledna 1769)
- 1861 – Vincenc Barták, hudební skladatel (* 7. února 1797)
- 1875 – Bohumil Janda Cidlinský, český básník a spisovatel (* 1. května 1831)
- 1885 – Karel Feistmantel, český geolog a paleontolog (* 14. února 1819)
- 1909 – Ruda Šváb, český akademický malíř, ilustrátor, grafik a typograf († 31. března 1989)
- 1921 – František Vydra, český továrník a výzkumník (* 20. dubna 1869)
- 1923 – Antonín Cyril Stojan, arcibiskup olomoucký (* 22. května 1851)
- 1924 – Ferdinand Engelmüller, malíř a grafik (* 22. prosince 1867)
- 1937 – Marie Zdeňka Baborová-Čiháková, česká botanička a zooložka (* 17. ledna 1877)
- 1944
  - Otto Zucker, pražský architekt (* 3. října 1892)
  - Rudolf Jelínek, český podnikatel (* 20. června 1892)
- 1950 – Alfréd Meissner, československý ministr spravedlnosti (* 10. dubna 1871)
- 1957 – Josef Ejem, československý odbojář, generál a komunistický politik (* 17. ledna 1892)
- 1973 – Vlasta Koseová, zakladatelka českého dívčího skautingu (* 21. května 1895)
- 1974 – Josefa Pechlátová, herečka (* 5. května 1890)
- 1979 – Lubomír Železný, hudební skladatel (* 16. března 1925)
- 1980 – Miloslav Racek, historik umění, estetik a archeolog (* 12. prosince 1925)
- 1989 – Miloš Sovák, zakladatel československé logopedie (* 15. dubna 1905)
- 1993 – Václav Zralý, architekt (* 12. srpna 1906)
- 1996 – Bohuslav Karlík, československý kanoistika, olympijský vítěz (* 25. listopadu 1908)
- 2003 – Lubor Tokoš, herec (* 7. února 1923)
- 2004 – František Pavlíček, dramatik a scenárista (* 20. listopadu 1923)
- 2006 – Jiří Novosad, akademický malíř (* 18. dubna 1949)
- 2008 – Bohumil Smolík, fotbalista, bývalý obránce Slavie Praha (* 8. dubna 1943)
- 2012 – Václav Pleskot, předseda Československého olympijského výboru (* 1. ledna 1921)
- 2015 – Jiří Krytinář, herec (* 28. dubna 1947)

### Svět

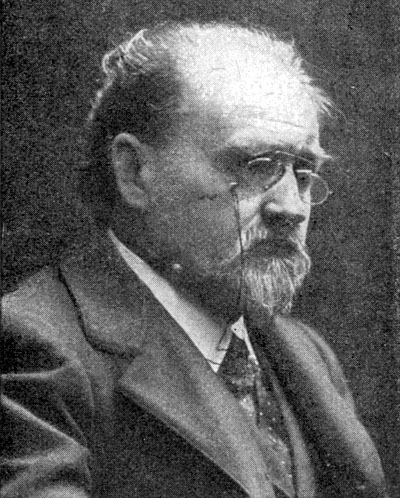
Emile Zola († 1902)

- 855 – Lothar I. Franský, římský císař (* 795)
- 1186 – Vilém z Tyru, jeruzalémský historik, kronikář a arcibiskup z Tyru (* 1130)
- 1288 – Matylda Brabantská, hraběnka z Artois a ze Saint-Pol (* 1224)
- 1304 – Anežka Braniborská, dánská královna (* 1257)
- 1318 – Imagina z Limburgu, nasavská hraběnka a manželka římského krále Adolfa Nasavského (* asi 1255)
- 1360 – Jana z Auvergne, francouzská královna (* 8. května 1326)
- 1364 – Karel z Blois, bretaňský šlechtic a blahoslavený (* 1319)
- 1484 – Svatý Jan z Dukly, polský mnich (* okolo 1414)
- 1494 – Angelo Poliziano, italský učenec a básník (* 14. července 1454)
- 1555 – Kara Ahmed Paša, osmanský státník albánského původu (* ?)
- 1560 – Gustav I. Vasa, švédský král (* 12. května 1496)
- 1619 – Hans Lippershey, nizozemský brusič skla, vynálezce dalekohledu (* 1570)
- 1710 – Šarlota Brunšvicko-Lüneburská, německá šlechtična (* 8. března 1671)
- 1804 – Michael Hillegas, první ministr financí USA (* 22. dubna 1729)
- 1833 – Ferdinand VII., španělský král (* 14. října 1784)
- 1839 – Friedrich Mohs, německý geolog a mineralog (* 29. ledna 1773)
- 1882 – Marie Pia Neapolsko-Sicilská, sicilská princezna a parmská vévodkyně (* 2. srpna 1849)
- 1884 – Eugène Bourdon, francouzský fyzik a inženýr (* 8. dubna 1808)
- 1898 – Luisa Hesensko-Kasselská, dánská královna (* 7. září 1817)
- 1902 – Émile Zola, francouzský spisovatel (* 2. dubna 1840)
- 1908 – Joaquim Maria Machado de Assis, brazilský spisovatel (* 21. června 1839)
- 1910 – Winslow Homer, americký malíř (* 24. února 1836)
- 1921 – John Thomson, skotský fotograf a cestovatel (* 14. června 1837)
- 1925 – Léon Bourgeois, premiér Francie, prezident Rady Společnosti národů a nositel Nobelovy ceny míru (* 29. května 1851)
- 1927 – Georg Wulf, německý průkopník letectví (* 17. května 1895)
- 1930 – Ilja Jefimovič Repin, ruský malíř a sochař (* 5. srpna 1844)
- 1931 – Paula Wolf-Kalmarová, rakouská šachová mistryně (* březen 1881)
- 1937 – Ray Ewry, americký atlet, osminásobný olympijský vítěz 1900–1908 (* 14. října 1873)
- 1940 – Rafail Levickij, ruský malíř a fotograf (* 5. srpna 1847)
- 1941 – Vilmos Aba-Novák, maďarský malíř (* 15. března 1894)
- 1953 – Ernst Reuter, starosta Západního Berlína v letech studené války (* 29. července 1889)
- 1964 – Frederic Tootell, americký olympijský vítěz v hodu kladivem z roku 1924 (* 9. září 1903)
- 1965 – Fu Pao-š’, čínský malíř (* 5. října 1904)
- 1967 – Carson McCullersová, americká spisovatelka (* 19. února 1917)
- 1973 – W. H. Auden, anglický básník (* 21. února 1907)
- 1975 – Pavol Horov, slovenský básník a překladatel (* 25. května 1914)
- 1977 – Alexandr Nikolajevič Čerepnin, ruský hudební skladatel (* 21. ledna 1899)
- 1981 – Frances Amelia Yates, britská historička (* 28. listopadu 1899)
- 1987 – Henry Ford II, prezident společnosti Ford Motor Company (* 4. září 1917)
- 1988
  - Andrej Sirácky, slovenský sociolog, filozof, politolog (* 9. prosinec 1900)
  - Charles Addams, americký autor komiksů (* 7. ledna 1912)
- 1996 – Šúsaku Endó, japonský náboženský a humoristický spisovatel (* 27. března 1923)
- 1997 – Roy Lichtenstein, americký pop artový malíř a sochař (* 27. října 1923)
- 2002 – Mickey Newbury, americký zpěvák, skladatel a písničkář (* 19. května 1940)
- 2005 – Gennadij Sarafanov, sovětský vojenský letec a kosmonaut (* 1. ledna 1942)
- 2007
  - Gyula Zsivótzky, maďarský trojnásobný olympijský medailista v hodu kladivem (* 25. února 1937)
  - Lois Maxwellová, americká herečka, ve filmech (James Bond) (* 14. února 1927)
- 2009
  - Pavel Popovič, sovětský vojenský letec a kosmonaut (* 5. října 1930)
  - Anu Kaipainen, finská spisovatelka (* 14. března 1933)
- 2010
  - Tony Curtis, americký herec (* 3. června 1925)
  - Georges Charpak, francouzský fyzik polského původu, nositel Nobelovy ceny (* 1. srpna 1924)
- 2011 – Hella S. Haasse, nizozemská spisovatelka (* 2. února 1918)
- 2012 – Hebe Camargová, brazilská herečka, televizní moderátorka a zpěvačka (* 8. března 1929)
- 2013 – Carl Joachim Classen, německý klasický filolog (* 15. srpna 1928)
- 2014 – Jozef Nálepka, slovenský partyzán a československý diplomat (* 27. března 1925)
- 2015 – Phil Woods, americký jazzový saxofonista, klarinetista a skladatel (* 2. listopadu 1931)
- 2017 – Ljudmila Bělousovová, ruská krasobruslařka (* 22. listopadu 1935)
- 2020 – Helen Reddy, australská zpěvačka a skladatelka (* 25. října 1941)

## Svátky

### Česko
- Michal, Michael

### Svět
- Svátek tří archandělů: Michael (archanděl), Gabriel (archanděl), Rafael (archanděl)
- Světový den srdce
- Paraguay: Bitva u Boqueren
- Brunej: Den ústavy

## Pranostiky

### Česko
- Když před Jiřím rosa, to před Michalem mráz.
- Když mrazy časně před svatým Michalem přicházejí
 tedy se po svatém Matěji zdlouha zase navracejí.
- Kolik dní před svatým Michalem jíní a mrzne, tolik dní po Filipu a Jakubu budou jíní a mrazíky.
- Kolik před Michalem bývá mrazů, tolik po Filipu (1. 5.) v jednom rázu.
- Padají-li před svatým Michalem žaludy, nastane tuhá zima.
- Jestli noc před Michalem jasná jest, tedy má veliká zima následovat.
- Noc-li chladná před Michalem, tuhá zima přijde cvalem.
- Je-li noc před svatým Michalem jasná, bude velká zima, prší-li, bude levná zima.
- Je-li o Michalu jasná noc, zvěstuje to zimy moc;
je-li mlhavá a vlhká, nebudou chladna velká.
- Je-li svatý Michal jasný a krásný, bude tak ještě po čtyři neděle.
- Jasný den na Michala – urodí se obilí a dobrý masopust.
- Na svatého Michal když severní a západní vítr věje, tuhá zima k nám pak spěje.
- Fučí-li na svatého Michala vítr od východu nebo severu, bude tuhá zima.
- Michal, v den-li jeho pršívá, teplo před Vánoci věštívá.
- Mokro o Michalu, studeno o štědrém dnu.
- Hřímání okolo Michala znamená veliké větry.
- Hřmí-li na svatého Michala, bude mnoho žita, ale málo ovoce a silné větry.
- Hřmí-li na svatého Michala, bude hojnost vína, ale ovoci ublíží a budou hrubí větrové.
- Pryč nejsou před Michalem ptáci, po něm tuhá zima neburácí.
- Nejsou-li pryč před Michalem ptáci, tak po něm tuhá zima neburácí.
- Žalud-li do Michala dozrává, krutá zima brzo nastává.
- Padají-li před svatým Michalem žaludy, bude tuhá zima.
- Svatý Michal všecko z polí spíchal.

| 29. září v pražském KlementinuÚdaje jsou platné k 11. 3. 2025. | 29. září v pražském KlementinuÚdaje jsou platné k 11. 3. 2025. | 29. září v pražském KlementinuÚdaje jsou platné k 11. 3. 2025. |
| minimum                                                        | denní průměr                                                   | maximum                                                        |
| -------------------------------------------------------------- | -------------------------------------------------------------- | -------------------------------------------------------------- |
| 0,9 °C (1939)                                                  | 13,0 °C (od 1961)                                              | 27,1 °C (1869)                                                 |